# 韋奇菲爾德 (佛羅里達州)
韋奇菲爾德（英語：Wedgefield）是位於美國佛羅里達州橙縣的一個人口普查指定地區。

## 地理
韋奇菲爾德的座標為28°29′06″N 81°04′52″W / 28.48500°N 81.08111°W，而該地最高點為海拔高度21米（即69英尺）。

## 人口
根據2010年美國人口普查的數據，韋奇菲爾德的面積為60.90平方千米，當中陸地面積為60.70平方千米，而水域面積為0.20平方千米。當地共有人口6705人，而人口密度為每平方千米110人。